# Ricardo Paes de Barros
Ricardo Paes de Barros (Rio de Janeiro, 16 de novembro de 1954) é professor no Insper, onde é também coordenador da cátedra Instituto Ayrton Senna. É graduado em engenharia eletrônica pelo Instituto Tecnológico da Aeronáutica ITA), com mestrado em estatística pelo Instituto de Matemática Pura e Aplicada IMPA) e doutorado em Economia pela Universidade de Chicago. Possui pós-doutorado pelo Centro de Pesquisa em Economia da Universidade de Chicago e pelo Centro de Crescimento Econômico da Universidade de Yale. 
O pesquisador foi responsável por injetar doses inéditas de rigor nos estudos sobre pobreza e desigualdade no Brasil, ajudando a dar forma, no último quarto de século, à expertise brasileira nesses temas. Sob sua liderança intelectual, um grupo de economistas liberais foi responsável, já no governo Lula, pela concepção técnica do programa Bolsa Família.  É membro do Conselho Acadêmico do movimento Livres.

## Trajetória
Integrou o Instituto de Pesquisa Econômica e Aplicada (IPEA) por mais de 30 anos, onde realizou inúmeras pesquisas focadas em questões relacionadas aos temas de desigualdade e pobreza, mercado de trabalho e educação no Brasil e na América Latina. Entre 1990 e 1996, Ricardo foi professor visitante da Universidade de Yale e, entre 1999 e 2002, diretor do Conselho de Estudos Sociais do IPEA. Entre 2011 e 2015, foi subsecretário de Ações Estratégicas da Secretaria de Assuntos Estratégicos da Presidência da República 
Como acadêmico, publicou diversos artigos e livros sobre seus temas de pesquisa, recebendo importantes prêmios em reconhecimento ao seu trabalho. Entre eles, cabe destacar o Prêmio Haralambos Simeonidis  em 1995 e em 2000 e o Prêmio Mario Henrique Simonsen em 2000. Ricardo foi agraciado com a comenda da Ordem Nacional do Mérito Científico em 2005, eleito membro titular da Academia Brasileira de Ciências em 2010 e recebeu, em 2012, a primeira edição do Prêmio Celso Furtado em Estudos Sociais, oferecido pela Academia Mundial de Ciências (The World Academy of Sciences – TWAS). 
Em 2015, Ricardo deixou o serviço público e assumiu o cargo de economista-chefe do Instituto Ayrton Senna e também a titularidade da Cátedra Instituto Ayrton Senna no Insper, onde se dedica ao uso de evidência científica para identificação de grandes desafios nacionais e para a formulação e avaliação de políticas públicas, cobrindo os temas de educação
, primeira infância, juventude, produtividade do trabalho, demografia, imigração, além dos tradicionalmente recorrentes em sua trajetória, desigualdade, pobreza e mercado de trabalho.